# Alstom Transportation Germany Mannheim
Am Standort Mannheim befindet sich bis heute ein historisches Werk der Eisenbahnindustrie in Deutschland, das heute nach mehreren Eigentumswechsel von Alstom Transportation Germany (ehemals Bombardier-Transportation-Werk Mannheim) betrieben wird.

## Geschichte
Der Standort Mannheim ging aus dem Schweizer Elektrotechnikkonzern Brown, Boveri & Cie. (BBC) hervor und ging später nach Umfirmierungen von ABB und Adtranz an die Bombardier Transportation über. Seit dem Jahr 2021 gehört das Werk zu Alstom.
Als herausragende Pionierleistung gilt die in den 1970er Jahren zur Serienreife entwickelte Drehstromantriebstechnik. Diese fand erstmals in der Baureihe 120 der Deutschen Bundesbahn Anwendung, revolutionierte die Bahnindustrie und bildete einen Eckpfeiler für Folgeaufträge wie z. B. den ICE. Für die Arbeiten an der Drehstromantriebstechnik wurde Werner Teich das Bundesverdienstkreuz verliehen, der gegen Widerstände des Konzern-Managements die Innovation mit dem Team am Standort Mannheim umsetzte.
Seit 2017 werden die Traxx-Lokomotiven vom Werk Mannheim aus entwickelt, welches als weltweites Kompetenzzentrum für die Entwicklung von Lokomotiven der Gesellschaft gilt.

## Geschäftsbereiche
Der Standort Mannheim hat heute seinen Schwerpunkt in der Entwicklung von Software, ist einer der größten Entwicklungsstandorte für sicherheitskritische Software und eingebettete Systeme im Mannheimer Stadtgebiet.
Der Standort Mannheim beherbergt mehrere softwareintensive Bereiche :
- Lokomotiven
- Triebzüge
- Straßenbahnen
- E-Mobility mit PRIMOVE
- Bahnsteuerungssysteme

Ehemaliges Logo
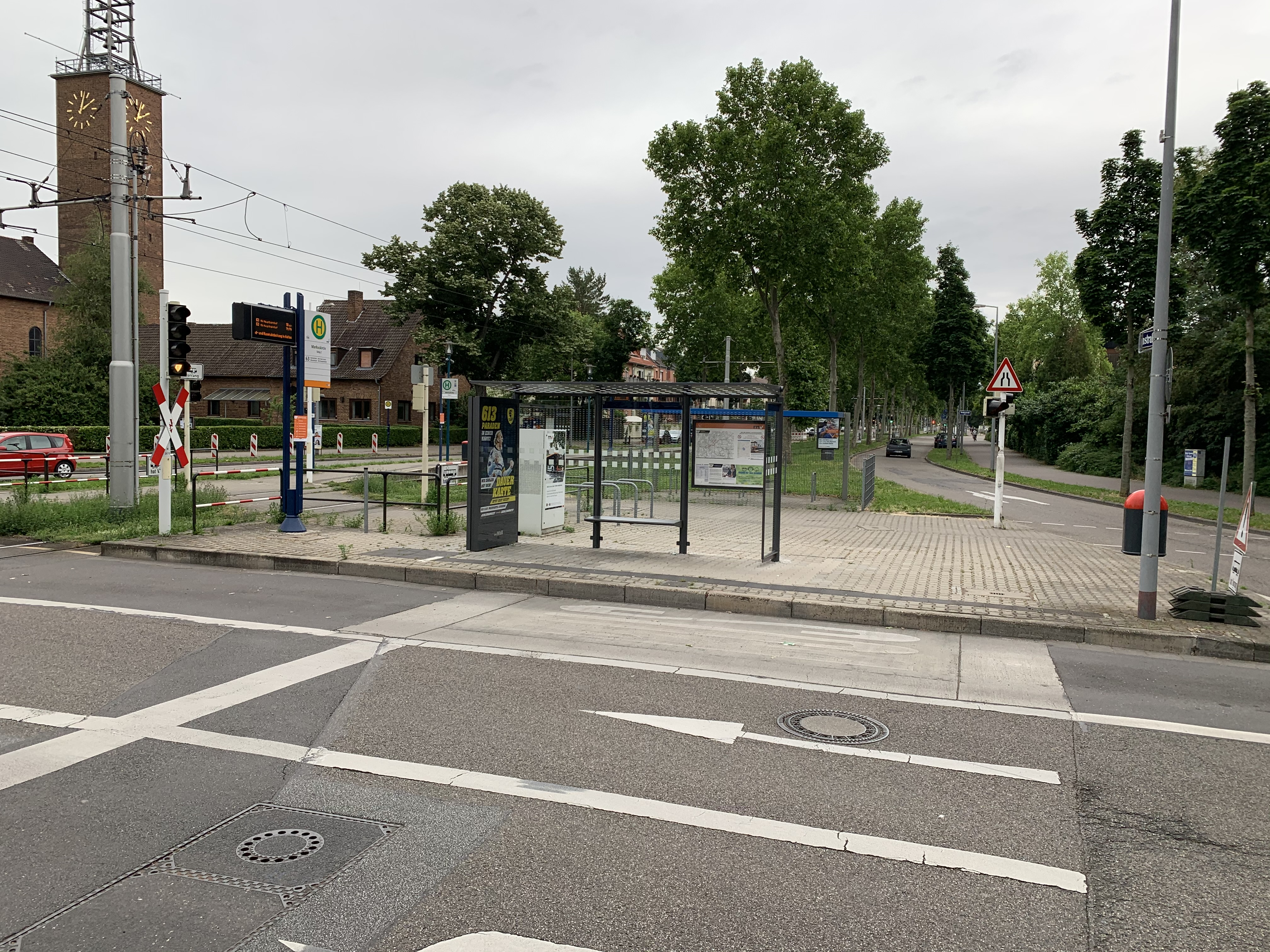
Primove Ladepad 1 Markuskirche Mannheim
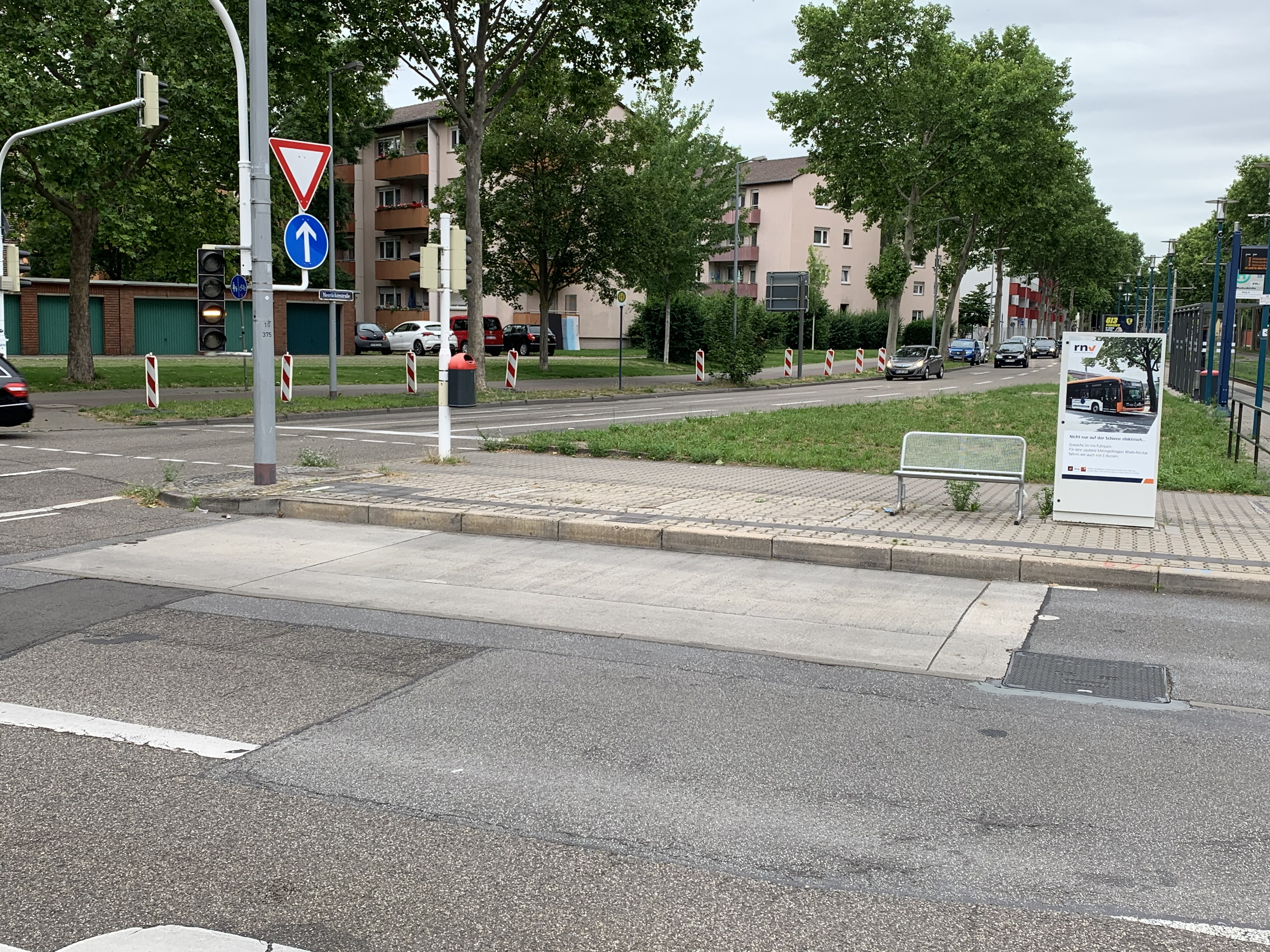
Primove Ladepad 2 Markuskirche Mannheim